# Wachtel (Wappentier)
Die Wachtel ist in der Heraldik eine Wappenfigur und reiht sich in die Schar der kleinen Wappentiere ein.
Im Wappenschild wird das Tier in stilisierter Form eingestellt und die Tingierung richtet sich nach den heraldischen Regeln. Die Wachtel ist selten im Wappen und kann mit dem Wappentier Rebhuhn verwechselt werden.
Die Wachtel eignet sich als Figur für redende Wappen. Namensformen wie Wachtel, Wachtl und Wachel beispielsweise sind für diese Wappenform geeignet.

Zwei zugewandte Wachteln in verwechselten Farben im Wappen Liederbach am Taunus
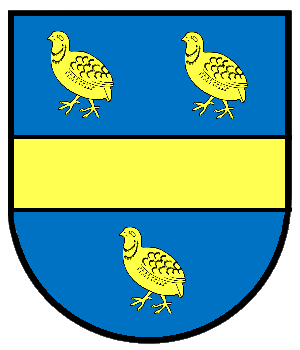
Drei 2:1 gestellte goldene Wachteln im Wappen Niederhofheim
Drei 2:1 gestellte schwarze Wachteln im Wappen Wachenheim (Pfrimm)